# Aglais falcoides
Aglais falcoides är en fjärilsart som beskrevs av Reuss 1911. Aglais falcoides ingår i släktet Aglais och familjen praktfjärilar. Inga underarter finns listade i Catalogue of Life.